# Vathanrivier
De Vathanrivier (Zweeds: Vathanjoki) een rivier die stroomt in de Zweedse  gemeente Kiruna. De beek verzorgt de afwatering van een moeras rondom het Vathanmeer. Het riviertje stroomt naar het zuidoosten en is circa 7 kilometer lang. Ze staat in het westen in verbinding met de Nälkärivier; doch die rivier stroomt westwaarts.
Afwatering: Vathanrivier → Torne → Botnische Golf